# Renault AHN
Renault AHN — французский армейский грузовик Второй мировой войны.

## История
На основе опыта, полученного при проектировании армейского грузовика Renault AGR, в декабре 1939 года фирма «Рено» объявила о создании гаммы армейских грузовиков Renault AH (в состав которой вошли модели Renault AHS, Renault AHN и Renault AHR, грузоподъёмностью 2, 3,5 и 5 тонн, соответственно).
В феврале 1940 года был представлен прототип автомобиля, а в апреле того же года началось серийное производство Renault AHN, после капитуляции Франции в июне 1940 года их производство было продолжено для Третьего рейха.
В 1942—1943 гг. головной завод «Рено» в пригороде Парижа (на котором вместе с танкетками, тягачами и автомобилями других типов для немецкой армии выпускали грузовики Renault AHN) несколько раз бомбила англо-американская авиация, в результате завод был частично разрушен, а выпуск продукции уменьшился.
Всего за период оккупации немцы получили около 4 тысяч грузовиков Renault AHN. Последние 47 единиц были переданы в июне 1944 года.
Стоимость автомобиля составляла 59400 франков в 1941 году, 165000 в 1944-м и 381538 в 1946 году.

## Описание
Автомашина комплектуется бескапотной кабиной с почти плоской наклонной передней панелью, оснащена гидроприводом тормозов и рессорной подвеской.
Большинство автомашин выпущено с бортовой платформой. Полезная нагрузка составляет 3500 кг.

## Варианты и модификации
- Renault AHN (неофициальное послевоенное название Renault AHN1) — грузовик военного времени, изготовленный без использования алюминиевых деталей[2]. Фары встроены в переднюю стенку кабины, воздушный фильтр Neumann.
- Renault AHN2 — грузовики, выпущенные в период с ноября 1944 года до июня 1946 года. На ранних экземплярах фары встроенные, позже — вынесены наружу. На большинстве автомобилей, произведенных в 1945-46 годах устанавливалась газогенераторная система Renault или Imbert-Renault.
- Renault AHN3 — грузовик послевоенного производства, в период с июня 1946 года до января 1947 года выпущено около 2000 шт.

## Страны-эксплуатанты
- Франция
- Нацистская Германия — использовались под наименованием Lastkraftwagen 3,5t Renault AHN в вермахте[2] и подразделениях люфтваффе[3] до окончания войны в 1945 году
- Болгария — после присоединения Болгарии к пакту «Рим — Берлин — Токио» 1 марта 1941 года с разрешения немецких оккупационных властей во Франции партия грузовиков была поставлена для вооружённых сил Болгарии[4]